# Franz Karl Eduard von Wimpffen
Franz Karl Eduard von Wimpffen (* 2. Januar 1776 in Stuttgart; † 7. Dezember 1842 in Graz) war ein württembergischer Generalmajor und wurde vom Kaiser Franz II. am 8. April 1797 in den Grafenstand erhoben.

## Leben
Franz Karl Eduard von Wimpffen war der Sohn des Generals Franz Ludwig Wimpffen (1732–1800), Freiherr von Wimpffen-Berneburg und der Marie Magdalena Kunigunde Goy (* 31. Juli 1743  in Frankfurt am Main; † 24. Januar  1820 ebenda), der Tochter des hessen-darmstädtischen Hofrats und Gesandten beim oberrheinischen Kreiskonvent zu Frankfurt, Christian Friedrich Goy (1692–1748).
Über von Wimpfen ist lediglich bekannt, dass er seinen Militärdienst in der Schweizer Leibgarde der Kurfürstlich Hessischen Armee antrat, aber nach deren Auflösung seinen Dienst beim Militär quittierte. Anschließend war er unter anderem in Österreich und Schlesien, im Böhmischen Groß Kuntschitz, im Niederösterreichischen Wallsee und zuletzt in Kainbach bei Graz ansässig und bekam dort jeweils das Inkolat zugesprochen. Am 8. Juni 1797 wurde er in Wien in den Grafenstand erhoben. Wie er zurück nach Württemberg und zu seinem Offiziersrang kam, geben die öffentlich zugängigen Quellen keine Auskunft. 
Franz von Wimpffen war in erster Ehe seit 1796 mit Viktoria Prinzessin von Anhalt-Bernburg-Schaumburg-Hoym (1772–1817) verheiratet, der Witwe des Karl Landgrafen von Hessen-Philippsthal, eines Sohnes von Landgraf Wilhelm, und Tochter des Prinzen Franz Adolf von Anhalt-Bernburg-Schaumburg-Hoym. Nach ihrem Tod heiratete er 1818 Pauline Freiin von Marschall (1787–1869), Tochter des Jacob Robert Freiherr von Marschall und der Johanna Henriette Rapedius von Berg.
Von Franz stammen die Grafen von Wimpffen ab. Seine Kinder waren unter anderem
aus erster Ehe:
1. Graf Franz Emil Lorenz Wimpffen (1797–1870), kaiserlich-königlicher Geheimer Rat und Generalfeldzeugmeister, auf Kainberg, Reitenau, Eichberg usw., verheiratet 1825 mit Marianne Freiin von Eskeles (1802–1862)
2. Graf Gustav Adolf Felix Wimpffen (1803–1880), verheiratet mit Pauline von Wimpffen

aus zweiter Ehe:
1. Mathilde Henriette, geb. Gräfin von Wimpffen (* 1819), verheiratet mit Joseph Ludwig Christoph Reichlin von Meldegg
2. Graf Felix Wimpffen (1827–1882), österreich-ungarischer Diplomat, verheiratet mit Margarethe Gräfin von Lynar

Ein Jahr vor seinem Tod erwarb er das Schloss Kainberg, das bis heute der Familie Wimpffen gehört. 

## Weblink
- „Wimpffen, Franz Karl Eduard Graf von“. Hessische Biografie.  In: Landesgeschichtliches Informationssystem Hessen (LAGIS).